# AlunaGeorge
AlunaGeorge é uma dupla de música eletrônica formada na cidade de Londres, Reino Unido, em 2009. Composta por Aluna Francis (vocal e composições) e George Reid (produção e instrumentação).
Em 6 de dezembro de 2012, foi anunciado que AlunaGeorge tinha sido indicada para a categoria Escolha dos Críticos no BRIT Award 2013. Então, no dia 9 de dezembro, a BBC anunciou que a dupla também havia sido nomeada, por votação, para o Sound of 2013, no qual terminou em segundo lugar.

## Carreira

### 2009: Formação
Aluna e George se conheceram em junho de 2009, quando George Reid remixava sua faixa preferida "Sweetheart" da banda My Toys Like Me em que Aluna Francis fazia parte.

### 2012-presente: Descoberta eBody Music
A gravadora Tri Angle lançou o single "You Know You Like It" para download digital em 20 de abril de 2012, seguido por um lançamento de vinil em 11 de junho de 2012. O primeiro single comercial da dupla, "Your Drums, Your Love", foi lançado em 10 de setembro de 2012, estreando no número cinquenta no UK Singles Chart.  Durante uma visita à BBC Radio 1 em 3 de janeiro de 2013, AlunaGeorge anunciou que o seu álbum de estreia seria intitulado Body Music e lançado em junho de 2013, junto com a estreia da versão completa da música "Diver".
Em fevereiro de 2013, AlunaGeorge tiveram seu primeiro hit no top quarenta, uma colaboração com Disclosure em "White Noise". O single  chegou ao número dois no UK Singles Chart. Huw Stephens também estreou numa nova faixa do grupo em seu show na BBC Radio 1 chamada "Attracting Flies". A canção será incluída em seu próximo álbum de estreia. A dupla realizou apresentações no Evolution Festival no Newcastle upon Tyne em 27 de Maio de 2013.
A coleção de lançadas anteriormente e novos remixes, Foram para o álbum  Body Music Remixed ,que foi lançado em 16 de Junho de 2014. No dia 3 de Outubro de 2014 foi anunciado o novo single Supernatural Em 14 de julho de 2015, foi anunciado que a dupla Alunageorge assinou com a gravadora americana Interscope.

## Características artísticas

### Estilos musicais e vocais
O vocal de Aluna têm sido descritos como "voz quase infantil", bem como ser chamado de "doce" e "emocionalmente comovente" A produção de George combina sons de baixo, garagem e dubstep.
A banda usa técnicas de R&B e usa o "pop futurista". O estilo musical tem sido descrito como "batidas minimalistas avançados", bem como "Hip-hop experimental, R&B '90's e house". A dupla cita a inspiração de artistas como Flying Lotus, Chris Clark, Hudson Mohawke, Destiny's Child e Mariah Carey,e também cita nomes James Taylor, Van Morrison, Aaliyah, PJ Harvey e CocoRosie como referências.

## Membros

### Aluna Francis

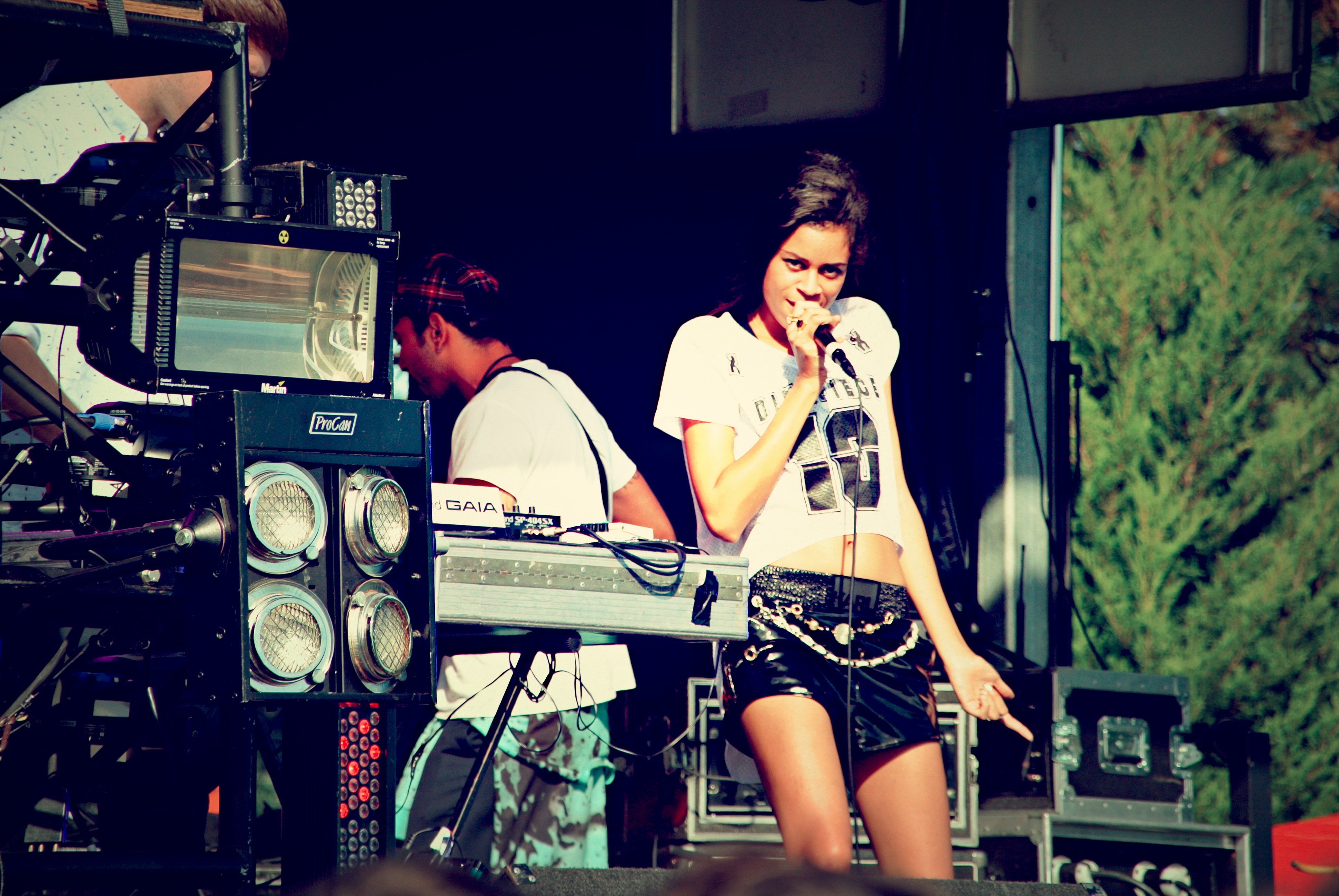
Aluna Francis em 2013

Aluna Dewji Francis (nascida em 1989), é da Inglaterra e nasceu em 1991. Seu pai é da Tanzania e sua mãe é de Belize. Ela também conhecido como Frances Noon é uma cantora galesa atualmente é vocalista AlunaGeorge. Ela representa o duo AlunaGeorge em shows, eventos, festivais etc. Aluna era chamada de Frances Noon quando fazia parte da banda My Toys Like Me.

### Biografia
Aluna Francis nasceu no País de Gales em 1989. Aluna fez parte da banda My Toys Like Me em 1997 a 2009 e recebeu elogios da NME, Nick Grimshaw e Rob Da Bank. Sua Myspace chamou a atenção de George Reid e depois de um remix eles colaboraram e colocar uma faixa no Soundcloud. George Reid e Aluna se conheceram em 2009, quando Reid remixou uma música da banda anterior de Francis. Aluna, que é originalmente de Hertfordshire, mudou-se para Willesden Green, em Londres, para estudar arte, mas, em seguida, rapidamente percebeu que a música era a sua principal paixão. Desde então, o duo AlunaGeorge foi indicado para o prêmio de BRIT Award of Critics' Choice  e também foram nomeados para o Sound of 2013 enquete, onde terminou em segundo lugar. A dupla fez uma colaboração com Disclosure em White Noise e Attracting Flies. Eles citaram suas inspirações como James Taylor, Van Morrison, PJ Harvey, Coco Rosie, Aaliyah, Broadcast and The Knife.

### George Reid
George Reid foi anteriormente um guitarrista de indie - math rock na banda Colour.  Ele citou hip hop mínimaoamericano de The Neptunes, assim como Lil Wayne, como inspirações. Reid disse que sua abordagem à música de decisão decorre de ele ser "tão fácil de se perder no software, você chega a um ponto em que tantos ruídos pode estar levando a música, em vez de a música transportando tudo o resto. Então, essa é a minha desculpa para não ter nada lá dentro". George é produtor , vocalista e instrumental do AlunaGeorge, Raramente se apresenta ao vivo.

## Discografia

### Álbuns de estúdio
| Body Music                                                                                    | - Lançamento: 26 de julho de 2013 - Gravadora: Island - Formatos: CD, digital download    | 11 | 80  | 82 | 96 | 81 |
| I Remember                                                                                    | - Lançamento: 16 de setembro de 2016 - Gravadora: Island - Formatos: CD, digital download | 71 | 169 | —  | —  | —  |
| "—" indica que a gravação não foi incluída nas paradas ou não foi distribuída naquela região. |                                                                                           |    |     |    |    |    |

## Singles

### Como artista principal
| Título                                                                                        | Ano  | Posições em paradas músicais | Posições em paradas músicais | Posições em paradas músicais | Posições em paradas músicais | Posições em paradas músicais | Posições em paradas músicais | Posições em paradas músicais | Posições em paradas músicais | Posições em paradas músicais | Posições em paradas músicais | Certificações                                                         | Álbum            |
| Título                                                                                        | Ano  | UK                           | AUS                          | AUT                          | BEL                          | FRA                          | ALE                          | HOL                          | SUE                          | SUI                          | EUA                          | Certificações                                                         | Álbum            |
| --------------------------------------------------------------------------------------------- | ---- | ---------------------------- | ---------------------------- | ---------------------------- | ---------------------------- | ---------------------------- | ---------------------------- | ---------------------------- | ---------------------------- | ---------------------------- | ---------------------------- | --------------------------------------------------------------------- | ---------------- |
| "You Know You Like It"                                                                        | 2012 | 39                           | —                            | —                            | 35                           | —                            | —                            | —                            | —                            | —                            | —                            |                                                                       | Body Music       |
| "Your Drums, Your Love"                                                                       | 2012 | 50                           | —                            | —                            | 25                           | —                            | —                            | —                            | —                            | —                            | —                            |                                                                       | Body Music       |
| "Attracting Flies"                                                                            | 2013 | 17                           | —                            | —                            | 37                           | —                            | —                            | —                            | —                            | —                            | —                            |                                                                       | Body Music       |
| "Best Be Believing"                                                                           | 2013 | —                            | —                            | —                            | 48                           | —                            | —                            | —                            | —                            | —                            | —                            |                                                                       | Body Music       |
| "You Know You Like It" (with DJ Snake)                                                        | 2015 | 67                           | 11                           | 36                           | 24                           | 22                           | 27                           | —                            | 63                           | 24                           | 13                           | - BPI: Prata - ARIA: Ouro - BEA: Ouro - RIAA: 2× Platina - RMNZ: Ouro | Non-album single |
| "Automatic" (with ZHU)                                                                        | 2015 | —                            | —                            | —                            | 9                            | —                            | —                            | —                            | —                            | —                            | —                            |                                                                       | Genesis Series   |
| "I'm in Control" (featuring Popcaan)                                                          | 2016 | 39                           | —                            | —                            | 25                           | 57                           | —                            | 50                           | —                            | —                            | —                            | - BPI: Prata                                                          | I Remember       |
| "Mean What I Mean" (featuring Leikeli47 and Dreezy)                                           | 2016 | —                            | —                            | —                            | 32                           | —                            | —                            | —                            | —                            | —                            | —                            |                                                                       | I Remember       |
| "—" indica que a gravação não foi incluída nas paradas ou não foi distribuída naquela região. |      |                              |                              |                              |                              |                              |                              |                              |                              |                              |                              |                                                                       |                  |

### Como artista convidado
| Título                                                                                        | Ano  | Posições em paradas músicais | Posições em paradas músicais | Certificações  | Álbum            |
| Título                                                                                        | Ano  | UK                           | BEL                          | Certificações  | Álbum            |
| --------------------------------------------------------------------------------------------- | ---- | ---------------------------- | ---------------------------- | -------------- | ---------------- |
| "After Light" (Rustie featuring AlunaGeorge)                                                  | 2012 | —                            | 44                           |                | Glass Swords     |
| "White Noise" (Disclosure featuring AlunaGeorge)                                              | 2013 | 2                            | 19                           | - BPI: Platina | Settle           |
| "One Touch" (Baauer featuring AlunaGeorge and Rae Sremmurd)                                   | 2014 | —                            | 79                           |                | ß                |
| "Man Down" (Shakka featuring AlunaGeorge)                                                     | 2018 | 25                           | —                            | - BPI: Platina | Non-album single |
| "—" indica que a gravação não foi incluída nas paradas ou não foi distribuída naquela região. |      |                              |                              |                |                  |

### Remixes
| Título                   | Ano  | Artista                  | Álbum             |
| ------------------------ | ---- | ------------------------ | ----------------- |
| "I'm His Girl"           | 2011 | Friends                  | Manifest!         |
| "Spectrum (Say My Name)" | 2012 | Florence and the Machine | Ceremonials       |
| "The Socialites"         | 2013 | Dirty Projectors         | Swing Lo Magellan |
| "Magic"                  | 2014 | Coldplay                 | Ghost Stories     |

## Videoclipes
| Título                  | Ano  | Diretor (es)                          |
| ----------------------- | ---- | ------------------------------------- |
| "Just a Touch"          | 2012 | Laurence Matthew Blake e Matilda Finn |
| "You Know You Like It"  | 2012 | Laurence Matthew Blake e Matilda Finn |
| "Your Drums, Your Love" | 2012 | Henry Schofield                       |
| "Attracting Flies"      | 2013 | Emil Nava                             |
| "You Know You Like It"  | 2013 | Sammy Rawal                           |
| "Best Be Believing"     | 2013 | Patrick Killingbeck                   |

## Prêmios e indicações
| Ano  | Organização | Prêmio         | Resultado |
| ---- | ----------- | -------------- | --------- |
| 2013 | BRIT Awards | Critics Choice | Nomeado   |
| 2013 | BBC         | Sound of 2013  | Segundo   |

## Shows, turnês e concertos
Body Music Tour (maio e novembro de 2013, abril de 2014). Em 27 de setembro de 2015, debaixo de forte chuva Aluna Francis apresentou-se no Palco Mundo no último dia do Rock in Rio 2015.